# Ассампшен (приход)
А́ссампшен (англ. Assumption Parish) или Ассомпсьо́н (фр. Paroisse de l'Assomption) — приход штата Луизиана, США. Официально образован в 1807 году. По состоянию на 2010 год, численность населения составляла 23 421 человек.

## География
По данным Бюро переписи США, общая площадь прихода равняется 945,351 км2, из которых 878,011 км2 — суша, и 67,340 км2, или 7,100 %, — это водоёмы.

## Население
По данным переписи населения 2000 года на территории прихода проживает 23 388 жителей в составе 8 239 домашних хозяйств и 6 311 семей. Плотность населения составляет 27,00 человек на км2. На территории прихода насчитывается 9 635 жилых строений, при плотности застройки около 11,00-ти строений на км2. Расовый состав населения: белые — 67,17 %, афроамериканцы — 31,52 %, коренные американцы (индейцы) — 0,31 %, азиаты — 0,24 %, гавайцы — 0,01 %, представители других рас — 0,17 %, представители двух или более рас — 0,59 %. Испаноязычные составляли 1,21 % населения независимо от расы.
В составе 37,90 % из общего числа домашних хозяйств проживают дети в возрасте до 18 лет, 56,80 % домашних хозяйств представляют собой супружеские пары, проживающие вместе, 14,90 % домашних хозяйств представляют собой одиноких женщин без супруга, 23,40 % домашних хозяйств не имеют отношения к семьям, 20,30 % домашних хозяйств состоят из одного человека, 9,20 % домашних хозяйств состоят из престарелых (65 лет и старше), проживающих в одиночестве. Средний размер домашнего хозяйства составляет 2,81 человека, и средний размер семьи 3,26 человека.
Возрастной состав прихода: 28,50 % — моложе 18 лет, 9,80 % — от 18 до 24, 28,70 % — от 25 до 44, 22,20 % — от 45 до 64, и 10,90 % — от 65 и старше. Средний возраст жителя прихода — 34 года. На каждые 100 женщин приходится 93,90 мужчин. На каждые 100 женщин старше 18 лет приходится 90,90 мужчин.
Средний доход на домохозяйство прихода составлял 31 168 USD, на семью — 36 052 USD. Среднестатистический заработок мужчины был 35 941 USD против 18 065 USD для женщины. Доход на душу населения составлял 14 008 USD. Около 19,50 % семей и 21,80 % общего населения находились ниже черты бедности, в том числе — 28,40 % молодежи (тех, кому ещё не исполнилось 18 лет) и 21,70 % тех, кому было уже больше 65 лет.